# Autobianchi A112

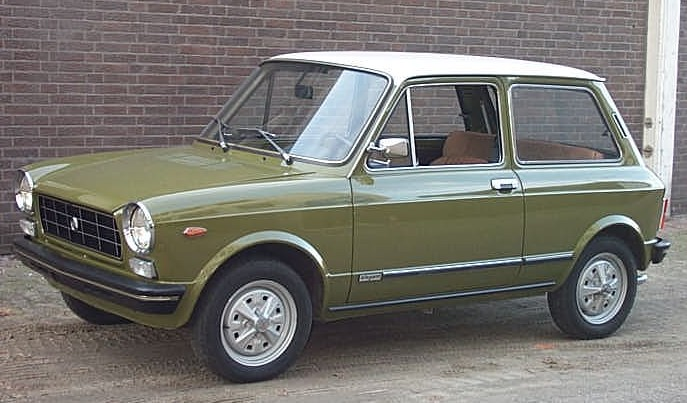
Autobianchi A112.

El Autobianchi A112 es un automóvil del segmento B producido por la empresa italiana Autobianchi. Fue introducido en el mercado en el año 1969, sustituyendo al Autobianchi Bianchina; y fue producido hasta 1985.
La versión más potente fue el A112 Abarth, introducido en 1971. Fue elaborada por la división de automovilismo del Grupo Fiat, inicialmente con un motor de 982 cc, que en 1975 se incrementó a 1049cc. Este coche ha participado en varios rallyes a lo largo de Europa.

## Generaciones
- Serie 1: 1967 - 1972
- Serie 2: 1972 - 1975
- Serie 3: 1975 - 1977
- Serie 4: 1978 - 1979
- Serie 5: 1979 - 1982
- Serie 6: 1982 - 1986 (también vendido como Lancia A112)

## Premios
En el año 1970, el Autobianchi A112 quedó en segunda posición en el Coche del Año en Europa.
- Datos: Q569210
- Multimedia: Autobianchi A112 / Q569210